# 阿道夫·林德福什
阿道夫·林德福什（瑞典語：Adolf Lindfors，1879年2月8日—1959年5月5日），芬兰男子摔跤运动员。他曾代表芬兰参加1912年和1920年夏季奥林匹克运动会摔跤比赛，其中在1920年奥运会获得一枚金牌。